# Concert (forma musical)
|  | Aquest article tracta sobre Concert (forma musical). Vegeu-ne altres significats a «Concert». |

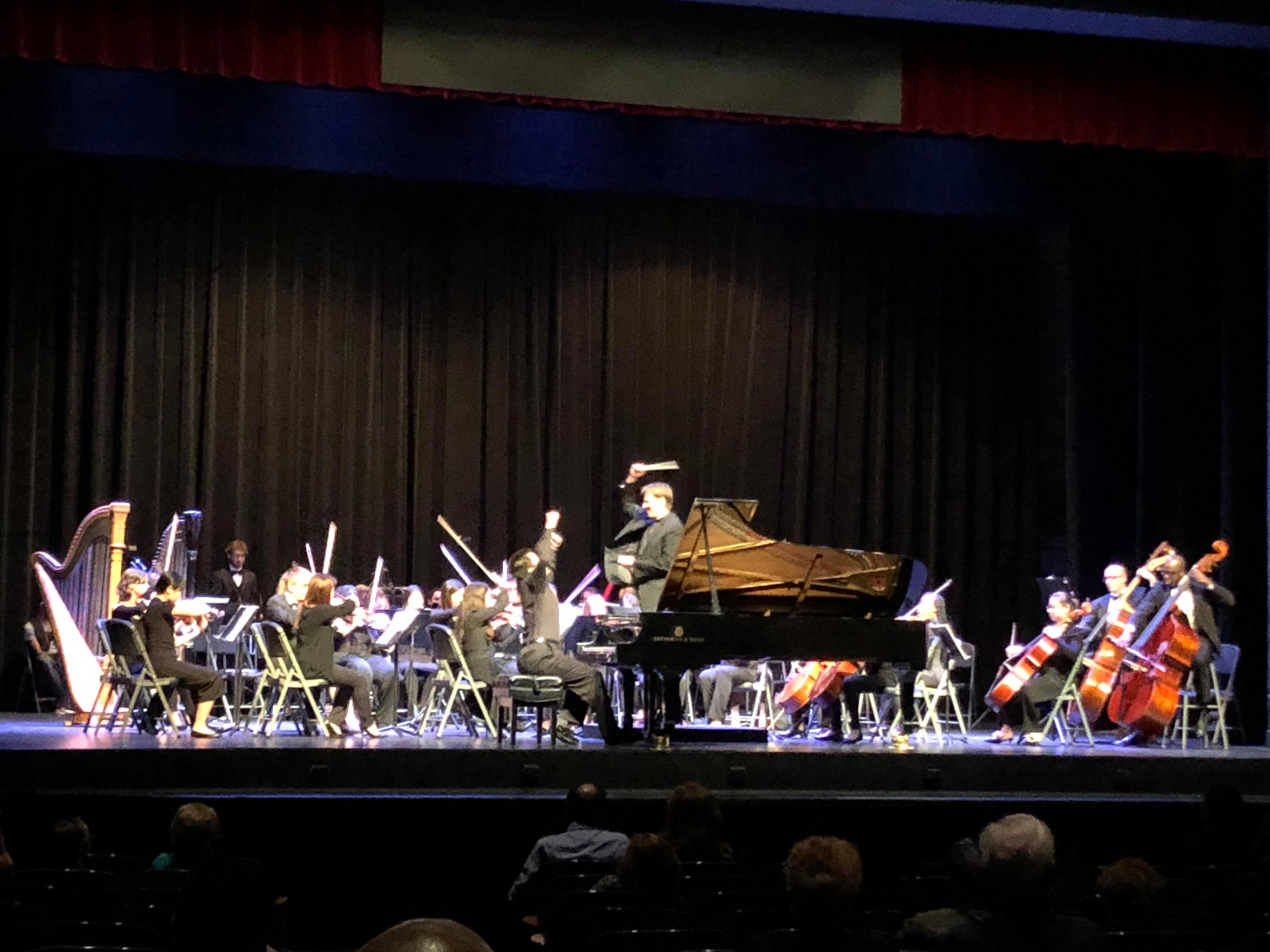
Execució d'un concert per a piano

El concert (de l'italià concerto, en plural concerti), és una composició musical molt utilitzada on un o més solistes interaccionen i dialoguen amb una orquestra. La forma més habitual és el concert per a solista, en què hi ha un sol instrument dialogant amb l'orquestra. D'origen italià, que seguia la forma característica de tres moviments extensos (ràpid, lent, ràpid), en els quals hom intercala una cadència o dues.
Es va desenvolupar durant el període barroc i va ser una de les formes musicals més populars del classicisme i el romanticisme, períodes en els que es va deixar influenciar per la forma sonata. Torelli (1709) i Albinoni foren els primers a escriure'n, com una variant del concerto grosso. Els instruments més emprats pels compositors han estat el violí i el piano, encara que n'hi ha per a gairebé tots els instruments. Entre els de violí es destaquen els de Vivaldi, Mozart, Beethoven, Mendelssohn, Brahms, Txaikovski i Alban Berg; dels de piano són cèlebres alguns de Mozart, cinc de Beethoven, dos de Chopin, el de Schumann, dos de Brahms, un de Txaikovski, el de Grieg i uns quants de Saint-Saëns, Ravel, Rakhmàninov i Bartók. Són famosos també alguns de violoncel (Boccherini, Haydn, Schumann, Dvořák), de flauta (Pergolesi, Mozart), de guitarra (Rodrigo), etc.
Alguns concerts són per a dos o tres solistes (doble concert, triple concert) i al segle xviii eren sovint anomenats simfonia concertant.